# Vegyifegyver-tilalmi Szervezet
A Vegyifegyver-tilalmi Szervezet (angolul: Organisation for the Prohibition of Chemical Weapons, OPCW) a vegyi fegyverek világméretű betiltását és a készletek felszámolását céljául kitűző nemzetközi szervezet. Székhelye Hollandiában, Hágában van. 2013-ban Nobel-békedíjjal tüntették ki.

## Célkitűzései
Az OPCW-t létrehozó egyezmény betiltotta a vegyi fegyverek használatát, fejlesztését, megszerzését egyaránt. 2007. áprilisi határidővel elrendelte a meglévő készletek megsemmisítését. (A drága felszámolási tevékenység ennél jóval tovább tart. Oroszország haladékot kapott, ugyanakkor készletei nemzetközi ellenőrzés alatt vannak, és az ott folyó megsemmisítési tevékenységben is részt vesznek az OPCW más tagállamai.)
Az OPCW feladata az egyezményben foglaltak végrehajtásának szervezett ellenőrzése (elsőként a multilaterális leszerelési megállapodások történetében) és egyben a felszámolásra irányuló munka támogatása.

## Részes államok
Az OPCW-nek 2011 elején 188 tagállama van, amelyek a világ lakosságának 98%-át képviselik. Továbbra sem tagja viszont Egyiptom, Irak, Izrael, Szíria és Észak-Korea. A többi, még távol maradó ország gyakorlatilag nem rendelkezik vegyiparral.

## Története
A vegyi fegyverek használatának tilalmát először az 1899-es Hágai Békekonferencia, majd az 1925-ös Genfi Jegyzőkönyv mondta ki. Az első  világháborúban nem tartották be a Hágai Egyezmény előírásait, de a Genfi Jegyzőkönyv sem bizonyult kellően hatékonynak.
A ma érvényben lévő Vegyifegyver-tilalmi Egyezmény a Genfi Leszerelési Értekezleten 40 állam részvételével 24 éven át tartó tárgyalási folyamat eredménye. A tárgyalások 1992-ben zárultak le, és az egyezményt 1993 januárjában nyitották meg aláírásra Párizsban. 1997. április 29-én lépett hatályba, amikor a 65. ratifikációs okiratot – ami éppen a magyar volt – letétbe helyezték az ENSZ főtitkáránál. 
1993 és 1997 között egy előkészítő bizottság működött Hágában, majd az ugyanott kialakított székhelyén a szervezet megkezdte hivatalos működését.

## Magyar vonatkozások
Magyarországon az egyezményt az 1997. évi CIV. törvény hirdette ki. A 2259/1996. (IX. 26.) kormányhatározat hozta létre az egyezmény hazai végrehajtását felügyelő nemzeti hatóságot, az Exportellenőrzési, Vegyi és Biológiai Fegyvertilalmi Irodát.